# Andrés Felipe Solano
Andrés Felipe Solano Mendoza (Bogotá, 9 de febrero de 1977) es un escritor colombiano que ha publicado las novelas Sálvame, Joe Louis (2007); Los hermanos cuervo (2013) y Cementarios de neón (2016), además de la crónica Salario Mínimo - Vivir con nada (2016), un largo ensayo sobre su experiencia como trabajador en una fábrica de textiles que vive con el salario mínimo durante seis meses en la ciudad de Medellín, Colombia, donde alquiló una habitación en un barrio notoriamente violento. Una versión anterior de esta pieza fue elegida como finalista del premio otorgado por la Fundación Nuevo Periodismo Iberoamericano, presidido por Gabriel García Márquez en 2008.
También ha publicado Corea: apuntes desde la cuerda floja (2015), un libro de no ficción sobre su vida en Corea del Sur, que recibió en 2016 el Premio Biblioteca de Narrativa Colombiana. Su tercera novela, Cementerios de neón (2017) se basa en parte en un veterano colombiano de la guerra de Corea. 
En 2010 la revista inglesa Granta lo incluyó en su lista de Los mejores narradores en español.
Su trabajo ha aparecido en Catapult, The New York Times Magazine, Words Without Borders, McSweeneys, Anew Magazine, Freeman´s and Granta.
Ha servido como escritor en residencia en Yaddo, Ledig House, Toji Cultural Center, Yoeonhui Arts Space y Universidad de Alcalá de Henares. Enseña en el Instituto de Traducción de Literatura de Corea. 
En 2020 participó como escritor invitado en la Bienal de Arte de Busan.

## Obras
Novelas
- Sálvame, Joe Louis, Alfaguara, 2007. ISBN 9789587045710 Reeditado por Tusquets, 2018.
- Los hermanos Cuervo. Penguin Random House Grupo Editorial Colombia. 1 de abril de 2013. pp. 1-. ISBN 978-958-758-506-3.
- Cementerios de neón, Tusquets, 2017
- Gloria, Sexto Piso, 2023

No ficción
- Corea: apuntes desde la cuerda floja, Planeta, 2015.
- Salario mínimo, vivir con nada, Tusquets, 2015.
- Los días de la fiebre, Temas de hoy, 2020.

Cuentos
- Pig Skin, Granta, 2014[10]
- White Flamingo, McSweeney´s, 2014[5]
- Manos de Diamante, universocentro, 2018[11]
- We´ll All End Up Rocks in a Lake, Busan Biennale 2020, 2020[9]